# Triệu Thị Trinh
Triệu Thị Trinh sau Doamna Triệu (în vietnameză: Bà Triệu, chino-vietnameză: 趙嫗 Triệu Ẩu, 225-248 e.n.) a fost o războinică din secolul 3 din Vietnam, care a reușit, pentru un timp, să reziste cu succes statului chinez de Est Wu în timpul ocupării Vietnamului. 
Triệu Thị Trinh este citată că ar fi spus "mi-ar plăcea să înfrunt furtuni, să ucid rechini în largul mării, conduce agresori, recucerirea țării, desface legăturile de servitute, și nu îndoiți spatele meu pentru a fi concubina orice om." Ea a fost, de asemenea, numită  Ioana d ' Arc vietnameză.

## Nume
În Vietnam, Doamna Trieu este cel mai frecvent numită Bà Triệu, dar, de asemenea, Triệu Ẩu (趙嫗), Triệu Trinh Nương (趙貞娘), și Triệu Thị Trinh (趙氏貞). Documentele chineze nu o pomenesc, singura mențiune apare în sursele vietnameze. Acest lucru se traduce la Bà Triệu în vietnameza modernă, și "Lady Triệu" în limba engleză. Numele dat "Thị Trinh" apare pentru prima dată doar în Việt Nam sử lược ("Schiță de Istorie din Vietnam") (1920) de Trần Trọng Kim. Multe orașe din Vietnam au o stradă numită Bà Triệu în onoarea ei.

## Impactul

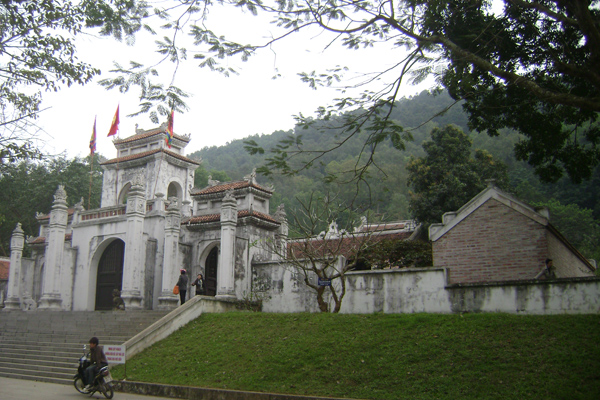
Vedere din afară a porții Templului Bà Triệu din districtul Hậu Lộc, provincia provincia Thanh Hóa

Triệu Thị Trinh este o eroină celebră și multe străzi sunt numite după numele ei în orașele vietnameze  (există străzi Bà Triệu în Huế, Hà Nội, Orașul Ho Chi Minh și multe alte orașe).

## Legături externe
- Cronica celor Trei Regate (220-265). Capitolele 69-78 din Tzu chih t ' ung chien de Ssu-ma Kuang / Traduse și Adnotate de Ahile Fang ; Editat de Glen W. Baxter.

## Vezi și
- Istoria Vietnamului
- Surorile Trung